# Орлов, Александр Иванович (Герой Советского Союза)
Алекса́ндр Ива́нович Орло́в (1913—1989) — советский военный лётчик. Гвардии капитан Советской Армии, участник Великой Отечественной войны, Герой Советского Союза (1945).

## Биография
Александр Орлов родился 15 августа 1913 года в Серпухове. После окончания неполной средней школы работал электромонтёром. Занимался в аэроклубе. Позднее окончил рабфак и Тамбовскую школу пилотов гражданской авиации, работал пилотом. В июне 1936 года Орлов был призван на службу в Рабоче-крестьянскую Красную Армию. В 1940 году он окончил Качинскую военную авиационную школу лётчиков. С начала Великой Отечественной войны — на её фронтах. 17 августа 1943 года в воздушном бою был сбит и, несмотря на тяжёлое ранение и ожоги, сумел выпрыгнуть с парашютом. После излечения окончил Высшие лётно-тактические курсы.
К концу войны гвардии старший лейтенант Александр Орлов командовал эскадрильей 5-го гвардейского истребительного авиаполка (11-й гвардейской истребительной авиадивизии, 2-го гвардейского штурмового авиакорпуса, 2-й Воздушной армии, 1-го Украинского фронта). К тому времени он совершил 629 боевых вылетов, принял участие в 56 воздушных боях, сбив 14 вражеских самолётов лично и ещё 8 — в составе группы.
Указом Президиума Верховного Совета СССР от 27 июня 1945 года за «образцовое выполнение боевых заданий командования на фронте борьбы с немецкими захватчиками» гвардии старший лейтенант Александр Орлов был удостоен высокого звания Героя Советского Союза с вручением ордена Ленина и медали «Золотая Звезда».
В апреле 1946 года в звании капитана Орлов был уволен в запас. Проживал и работал в родном городе. Активно занимался общественной деятельностью. Умер 26 октября 1989 года, похоронен в деревне Глазово Серпуховского района Московской области.

## Награды
Почётный гражданин Серпухова. Был также награждён тремя орденами Красного Знамени, орденом Отечественной войны 1-й степени, двумя орденами Красной Звезды, рядом медалей.

## Память
В честь Орлова названы улица и аэроклуб в Серпухове.
В Белгороде в честь Орлова названа улица 